# Усенко Олександр Юрійович
Олекса́ндр Ю́рійович Усенко (нар. 3 жовтня 1962, м. Київ) — український науковець, лікар-хірург вищої категорії, Віце-президент НАМН України, академік Національної академії медичних наук України (2021) доктор медичних наук (1999), професор (2010), член-кореспондент НАМН України (2017), учень академіка Олександра Олексійовича Шалімова, Генеральний директор Національного інституту хірургії та трансплантології ім. О. О. Шалімова НАМН України (2014), керівник відділу хірургії шлунково-кишкового тракту Національного інституту хірургії та трансплантології ім. О. О. Шалімова (2014), завідувач кафедри хірургії та трансплантології Національної медичної академії післядипломної освіти ім. П. Л. Шупика (2015), заслужений лікар України (2004), лауреат Державної премії України (2009), голова правління ВГО «Асоціація хірургів України», головний позаштатний спеціаліст МОЗ України зі спеціальності «хірургія» (2014).

## Життєпис
Народився 3 жовтня 1962 році в м. Києві у сім'ї лікарів. В 1979 році закінчив середню школу м. Києва № 38. Того ж року вступив на лікувальний факультет Київського медичного інституту, який закінчив у 1985 році за спеціальністю лікувальна справа.
З 1985 розпочав лікарську практику в Київському НДІ клінічної та експериментальної хірургії, де працював під керівництвом  засновника установи — академіка Олександра Олексійовича Шалімова спочатку на посаді лікаря-хірурга, потім — наукового співробітника відділу хірургії печінки до 1996 року.
В 1990 році захистив кандидатську дисертацію на тему «Вибір раціонального втручання на підшлунковій залозі з врахуванням вуглеводного обміну в хворих хронічним панкреатитом».
В 1996 році переведений на посаду лікаря-хірурга медичного центру «Біофармтех».
В 1997—2005 роках працював директором медичного центру «Біофармтех». У кінці 90-х мед. центр «Биофармтех» був однією з лідируючих приватних медичних клінік в Україні, одною з перших установ, де стали впроваджуватися лапароскопічні методики хірургічного лікування. Також у медичному центрі функціонувала одна з перший служб приватної швидкої допомоги в країні.
В 1999 році захистив докторську дисертацію на тему «Діагностика і хірургічне лікування органічного гіперінсулінізму».
В 2004 році отримав почесне звання заслуженого лікаря України.
У 2005 році прийняв запрошення обійняти посаду Заступника міністра охорони здоров'я АР Крим в уряді А. С. Матвієнко, на який працював до 2006 р.
З 2006 році був призначений на посаду заступника директора з науково-організаційної роботи «Національний інститут хірургії та трансплантології ім. О. О. Шалімова» НАМН України. У 2013 році стає завідувачем відділу хірургії стравоходу і реконструктивної гастроентерології Інституту.
В 2009 році отримав звання Лауреата державної премії України в галузі науки і техніки.
У лютому 2014 року очолив «Національний інститут хірургії та трансплантології ім. О. О. Шалімова» НАМН України.
У 2015 році обійняв посаду завідувача кафедри хірургії та трансплантології Національної медичної академії післядипломної освіти ім. П. Л. Шупика.
У жовтні 2015 року, на ХХІІІ з'їзді хірургів Украйни був обраний Головою правління громадського об'єднання «Асоціація хірургів України».
У травні 2017 року був обраний на посаду члена-кореспондента НАМН України.
У 2021 році отримав звання академіка НАМН України за спеціальністю: Загальна та невідкладна хірургія.
Член тимчасової робочої групи з питань реформування системи охорони здоров'я.

## Наукова діяльність
Основні напрями наукової діяльності: реконструктивна хірургія шлунково-кишкового тракту, мініінвазивна торако- та лапароскопічна хірургія стравохідно-шлункового переходу та  середостіння, хірургічне лікування поєднаних захворювань шлунку, печінки та підшлункової  залози.
Під керівництвом професора О. Ю. Усенка вперше в Україні було виконано трансплантацію легень від двох живих родинних донорів (2016).
Автор понад 350 наукових робіт, в тому числі 6 монографій, 2 підручників, 28 авторських свідоцтв та патентів.
Підготував 2 докторів та 10 кандидатів медичних наук.
Голова спеціалізованої вченої ради Д 26.561.01 за спеціальностями 14.01.03 — хірургія та 14.01.08 — трансплантологія та штучні органи Національного інституту хірургії та трансплантології ім. О. О. Шалімова НАМН України  
Головний редактор журналу: «Клінічна хірургія». Член редколегій журналів «Клітинна та органна трансплантологія», «Хірургія України»
Член Європейської асоціації ендоскопічних хірургів (European Association of Endoscopic Surgery) з 2001 року.

## Громадська діяльність
Входить до Поважної ради Громадської ініціативи «Орден святого Пантелеймона».

## Нагороди, звання
- Почесне звання «Заслужений лікар України» (2004),
- Державна премія України в галузі науки і техніки (2009) — за цикл робіт «Розробка та впровадження нових методів діагностики і хірургічного лікування захворювань підшлункової залози»[3],
- Премія Кабінету Міністрів України за розроблення і впровадження інноваційних технологій (2016) — за роботу «Інноваційний підхід з організації та надання медичної допомоги у гібридній війні»,
- Орден «За заслуги» ІІІ ступеня (18 травня 2017) — за вагомий особистий внесок у розвиток вітчизняної науки, зміцнення науково-технічного потенціалу України, багаторічну сумлінну працю та високий професіоналізм[4],
- Премія НАН України імені Р. Є. Кавецького (2018 — за підсумками конкурсу 2017 року) — за серію праць «Нові методи лікування злоякісних новоутворень шлунково¬кишкового тракту» (у співавторстві з Андрієм Сидюком)[5],
- Лауреат Державної премії України в галузі освіти (2018) — у номінації «Наукові досягнення в галузі освіти» — за роботу «Реформування військово-медичної освіти України: теоретико-методологічне обґрунтування і практичне впровадження системи підготовки медичних фахівців для сил оборони та медицини катастроф»[6],
- Орден «За заслуги» II ступеня (22 січня 2019) — за значний особистий внесок у державне будівництво, зміцнення національної безпеки, соціально-економічний, науково-технічний, культурно-освітній розвиток Української держави, вагомі трудові досягнення, багаторічну сумлінну працю[7].
- Орден «За заслуги» І ступеня (18 червня 2021) — за вагомий особистий внесок у розвиток вітчизняної системи охорони здоров'я, надання кваліфікованої медичної допомоги, рятування життя людей в умовах поширення коронавірусної хвороби COVID-19 та високу професійну майстерність

- 2024 — Почесний громадянин Києва[8]